# Kathjor
Kathjor – gaun wikas samiti w środkowej części Nepalu w strefie Dźanakpur w dystrykcie Ramechhap. Według nepalskiego spisu powszechnego z 2001 roku liczył on 921 gospodarstw domowych i 4779 mieszkańców (2605 kobiet i 2174 mężczyzn).